# Isola McMullin
L'isola McMullin (in inglese McMullin Island) è una piccola isola antartica facente parte delle Isole Windmill.
Localizzata ad una latitudine di 66° 16' sud e ad una longitudine di 110°30' est, l'isola si trova nella zona sud della baia Newcomb. La zona è stata mappata per la prima volta mediante ricognizione aerea durante l'operazione Highjump e l'operazione Windmill, negli anni 1947-1948. È stata intitolata dalla US-ACAN a John P. McMullin, membro della United States Navy che partecipò all'operazione Windmill.